# أمان منصة جافا البرمجية
توفر منصة برامج Java عددًا من الميزات المصممة لتعزيز أمان تطبيقات Java. ويشمل ذلك فرض قيود وقت التشغيل من خلال استخدام آلة جافا الافتراضية (JVM)، و مدير أمان(Security Manager) الذي يعزل التعليمات البرمجية غير الموثوق بها عن بقية نظام التشغيل، بالإضافة إلى مجموعة من واجهات برمجة التطبيقات الأمنية (Security APIs) التي يمكن لمطوري Java الاستفادة منها. ومع ذلك، فقد وُجهت انتقادات إلى لغة البرمجة Java وشركة Oracle بسبب الزيادة في البرامج الخبيثة التي استغلت ثغرات أمنية في JVM، والتي لم تعالجها Oracle بشكل فعال وفي الوقت المناسب.

## ميزات الأمان

### JVM
إن الشكل الثنائي للبرامج التي تعمل على منصة Java ليس تعليمات برمجية آلية أصلية، بل هو كود ثنائي وسيط (bytecode). تقوم آلة Java الافتراضية (JVM) بتنفيذ عملية تحقق على هذا الكود الثنائي قبل تشغيله لمنع البرنامج من تنفيذ عمليات غير آمنة، مثل الانتقال إلى مواقع ذاكرة غير صحيحة قد تحتوي على بيانات بدلاً من التعليمات البرمجية. كما يتيح ذلك لـ JVM فرض قيود وقت التشغيل، مثل التحقق من حدود المصفوفات. ونتيجة لذلك، فإن برامج Java أقل عرضة بشكل كبير للإصابة بعيوب تتعلق بسلامة الذاكرة، مثل تجاوز سعة المخزن المؤقت (buffer overflows)، مقارنة بالبرامج المكتوبة بلغات مثل C التي لا توفر مثل هذه الضمانات المتعلقة بسلامة الذاكرة.
تحظر منصة Java على البرامج تنفيذ عمليات معينة تعتبر غير آمنة، مثل عمليات حسابات المؤشر أو عمليات تحويل النوع غير الصريحة. كما تتولى المنصة إدارة عملية تخصيص الذاكرة وتهيئتها، وتوفر آلية جمعًا تلقائيًا للقمامة (automatic garbage collection)، مما يخفف في العديد من الحالات (ولكن ليس كلها) العبء الواقع على المطور في إدارة الذاكرة يدويًا. ويساهم هذا بشكل كبير في ضمان سلامة النوع (type safety) و سلامة الذاكرة (memory safety).

### مدير الأمن
توفر منصة Java مدير أمان (Security Manager) يسمح للمستخدمين بتشغيل تعليمات برمجية غير موثوقة في بيئة "محمية" مصممة لحمايتهم من البرامج الضارة أو التعليمات البرمجية المكتوبة بشكل سيئ. ويتم ذلك عن طريق منع التعليمات البرمجية غير الموثوقة من الوصول إلى ميزات و واجهات برمجة تطبيقات (APIs) معينة في المنصة. على سبيل المثال، قد يُمنع الكود غير الموثوق به من قراءة أو كتابة الملفات على نظام الملفات المحلي، أو تنفيذ أوامر عشوائية بامتيازات المستخدم الحالي، أو الوصول إلى شبكات الاتصالات، أو الوصول إلى الحالة الداخلية الخاصة للكائنات باستخدام الانعكاس (reflection)، أو حتى التسبب في إنهاء عمل آلة Java الافتراضية (JVM).
يتيح مدير الأمان (Security Manager) أيضًا إمكانية التوقيع الرقمي المشفر (cryptographic signing) لبرامج Java. وبذلك، يمكن للمستخدمين اختيار السماح بتشغيل التعليمات البرمجية التي تحمل توقيعًا رقميًا صالحًا صادرًا عن جهة موثوق بها بمنحها امتيازات كاملة، في الحالات التي قد لا تعتبر فيها موثوقة لولا هذا التوقيع.
يمكن للمستخدمين أيضًا تحديد سياسات دقيقة للتحكم في الوصول (fine-grained access control policies) للبرامج القادمة من مصادر مختلفة. على سبيل المثال، قد يقرر المستخدم منح الثقة الكاملة لفئات النظام فقط، والسماح للتعليمات البرمجية الواردة من جهات موثوقة محددة بقراءة ملفات معينة، مع تطبيق قيود أمان كاملة على جميع التعليمات البرمجية الأخرى.

### واجهات برمجة التطبيقات الأمنية
توفر مكتبة فئات جافا(Java Class Library) مجموعة من واجهات برمجة التطبيقات (APIs) المتعلقة بالأمان، والتي تتضمن خوارزميات التشفير القياسية، وآليات المصادقة، وبروتوكولات الاتصال الآمنة.